# Enigmocarnus chloropiformis

Enigmocarnus chloropiformis  (лат.) — вид двукрылых насекомых из семейства Carnidae, единственный в составе монотипического рода Enigmocarnus. США, Техас. Мелкие круглошовные мухи, обнаруженные на песчаном берегу реки Колорадо.

## Описание
Мелкие мухи, длина 1,3 мм, сероватого цвета. Преабдомен с 4 крупными тергитами (синтергит 1 + 2, тергиты 3-5). Протандриум (слитые тергиты 6 + стерниты 6,7 и 8) почти симметричный; 6-й тергит и стернит поперечные. Род Enigmocarnus вместе с группой родов Meoneura+Carnus образуют сестринскую группу к роду Hemeromyia. Все вместе они образуют общую кладу с группой из родов Neomeoneurites и вымершего Meoneurites. Род был впервые выделен в 2007 году канадскими диптерологами Маттиасом Баком (Matthias Buck) и Стефеном Маршаллом (Stephen A. Marshall; Department of Environmental Biology, University of Guelph, Гелф, Онтарио, Канада). Новый род демонстрирует необычную конфигурацию склеритов в протандриуме (прегенитальных сегментах) самцов и представляет собой хороший пример для использования протандриальных признаков в филогенетических реконструкциях.